# Васил Цветков
Васил Цветков е български революционер, деец на Вътрешната западнопокрайненска революционна организация.

## Биография
Васил Цветков е роден на 9 февруари 1909 година в трънското село Ясенов дел, тогава в Царство България. След 1919 година се изселва в България и се присъединява към ВЗРО. На 23 септември 1932 година навлиза нелегално в Югославия и още същия ден дава сражение на сръбски части при Звонци във Влашка планина. В следващите няколко дни води още сражения, но в крайна сметка се самоубива в Дерекула на 1 октомври 1932 година. Трупът му е обруган, но впоследствие е погребан в гробището в Цариброд.